# Vie et mort de Pouchkine
Pour plus de détails, voir Fiche technique et Distribution.
Vie et mort de Pouchkine (Жизнь и смерть Пушкина, Zhizn i smert A.S. Pushkina) est un film russe réalisé par Vassili Gontcharov, sorti en 1910.
Ce film muet en noir et blanc retrace la vie du célèbre poète russe Alexandre Pouchkine (1799–1837).

## Synopsis
Le film raconte en quelques scènes la vie d'Alexandre Pouchkine. 

## Fiche technique
- Titre original : Жизнь и смерть Пушкина (Jizn i smert A.S. Pouchkina)
- Réalisation : Vassili Gontcharov
- Scénario : Vassili Gontcharov
- Directeur de la photographie : Alphonse Winkler (ru)
- Société de production : Société des Établissements L. Gaumont (branche russe)
- Pays d'origine :  Empire russe
- Langue : russe
- Format : Noir et blanc – 1,33:1 – 35 mm – Muet
- Genre : drame historique
- Longueur de pellicule : 350 m
- Durée : 5 minutes
- Année : 1910
- Dates de sortie :
  -  Empire russe : 21 août 1910[2]
- Autres titres connus :
  -  Royaume-Uni /  États-Unis : Life and Death of [Alexander] Pushkin

## Distribution
- Vladimir Krivtsov : Pouchkine
- Vladimir Markov
- Alexandra Gontcharova